# Mitt bedårande jag
Mitt bedårande jag är en teaterpjäs. Den framfördes 1964 på Vasateatern i Stockholm och skrevs av Peter Ustinov.

## Handling
Sam 80 år ser tillbaka på sitt liv.

## Rollista
- Karl Gerhard spelade Sam som 80-åring, detta kom också att bli Karl Gerhards sista framträdande på scen.
- Georg Årlin spelade Sam som 60-åring
- Per Gerhard spelade Sam som 40-åring och
- Sven Wollter spelade Sam som 20-åring.